# Walang Hanggang Paalam
Walang Hanggang Paalam es una serie de televisión filipina transmitida por Kapamilya Channel desde el 28 de septiembre de 2020 hasta el 16 de abril de 2021. Está protagonizada por Paulo Avelino, Zanjoe Marudo, Arci Muñoz y Angelica Panganiban.

## Sinopsis
Emergiendo de un terrible suceso que cambió el curso de su vida, Emman encuentra un trabajo estable y vive una vida sencilla en la provincia de Alcalá con sus seres queridos. Las bendiciones continúan llegando a Emman cuando se reúne con su hijo, Robbie, para la celebración del cumpleaños del niño y finalmente entierra el hacha con su exnovia, Celine. Sin embargo, el prometido de Celine, Anton, no puede evitar arder de celos a pesar de la continua tranquilidad de su compañero. A medida que su reunión se acerca a su fin, las cosas pronto empeoran cuando un hombre no identificado se llevó cautivo a Robbie a plena luz del día.

## Elenco

### Principal
- Angelica Panganiban[1] como Celine Delgado-Salvador
- Paulo Avelino[1] como Emmanuel "Emman" Salvador
- Arci Muñoz[1] como Samantha "Sam" Agoncillo-Delgado
- Zanjoe Marudo[1] como Antonio "Anton" Hernandez

### Secundario
- JC Santos como Carlos "Caloy" Rivera[1]
- Tonton Gutiérrez como Leonardo "Leo" Chavez[1]
- Lotlot de Leon como Linda Delgado[1]
- Cherry Pie Picache como Dra. Amelia Hernandez
- Ronnie Lazaro como Nick Salvador
- McCoy de Leon como Bernardo "Bernie" Salvador[1]
- Mary Joy Apostol como Analyn Legaspi
- Victor Silayan como Francesco "Franco" Zamora
- Sherry Lara como Dra. Araceli Hernandez
- Javi Benitez como Arnold Hernandez
- Marvin Yap como Marcelo Marquez
- Arthur Acuña como Gabriel "Gabo" Manzano
- Ana Abad Santos como Clarissa Chavez
- Robbie Wachtel como Roberto "Robbie" Salvador
- Yñigo Delen como Lester Hernandez
- Kaori Oinuma como Mayumi Ishida